# Ronnie Von
Ronaldo Nogueira (Niterói, 17 de julho de 1944), mais conhecido pelo nome artístico de Ronnie Von, é um cantor, compositor, apresentador e ator brasileiro.

## Biografia
Ronnie Von nasceu Ronaldo Nogueira. Só mais tarde, nos anos 2000, o cantor decidiria incorporar outros sobrenomes, que, segundo disse o cantor, foram "emprestados" da segunda mulher de seu avô. Todavia, segundo Luiz Paulo de Castro von Schilgen, neto do alemão Nicolau von Schilgen e de Laura Lindenberg, Ronaldo Nogueira era um frequentador assíduo da casa da família Lindenberg Von Schilgen ("Ele vivia aqui"), em Vitória. Paulo supõe que o nome artístico "Ronnie Von" tenha sido uma "homenagem" do cantor a seus amigos. De um modo ou de outro, o nome Ronaldo Lindenberg Von Schilgen Cintra Nogueira foi inventado, conquanto ainda seja frequentemente referido como o verdadeiro nome do cantor.
Ronaldo Nogueira é filho de Noly Nogueira (1919 - 1970) e de José Maria Nogueira (1916 - 2015), dentista, contador, radialista, além de palestrante do Círculo Esotérico da Comunhão do Pensamento e que foi também, por um curto período (1966-1967), presidente do Instituto do Açúcar e do Álcool, uma autarquia federal extinta em 1990.
Dos 15 aos 18 anos, foi aluno do curso da Escola Preparatória de Cadetes do Ar, que precede o ingresso na Academia da Força Aérea, mas interrompeu sua formação em 1963.
Aos 19 anos, casou-se com Aretuza, com quem teve dois filhos: Alessandra (n. 2 de janeiro de 1970) e Ronaldo (n. 2 de dezembro de 1970). O casamento durou 12 anos. Separaram-se em 1975, quando o cantor tinha 32 anos. Oito meses antes da separação, ele já começara a sair com Anna Luíza, com quem ficaria até 1983, quando se separaram, o que, segundo seus biógrafos,"devastou o coração de Ronnie". Ele acabaria por ficar com a guarda dos filhos - arranjo aprovado pela ex-esposa, Aretuza, "para amenizar aquele sofrimento dele".
Em 1979, contou que tivera uma doença rara, que inicialmente disse ser uma polineurite plurirradicular [sic] e que o teria deixado imóvel durante 60 dias. Anos depois, passou a dizer que a doença teria sido a síndrome de Guillain-Barré (também conhecida por polirradiculoneuropatia idiopática aguda ou polirradiculopatia aguda imunomediada ou, ainda, polineurite aguda ascendente), e que havia ficado paralítico por um ano (não por 60 dias). Ainda segundo seu relato, a doença o acometera após o forte estresse emocional: "Tinha acabado de me separar da minha primeira esposa". No entanto, seu primeiro casamento terminara de facto em 1975, ou seja, quatro anos antes. Mais recentemente, o cantor voltou a se referir à tal doença como "polineurite plurirradicular", desmentindo que se tratasse de Guillain-Barré, e dizendo ter sido curado pela medicina tradicional chinesa.
Entre 1984 e 1986, teve um romance com a atriz Bia Seidl.
Desde 1986, sua companheira é Maria Cristina Mestres Rangel, a Kika, onze anos mais nova. Os dois se conhecem desde quando Kika tinha apenas 11 anos de idade. Com ela, Ronnie teria seu terceiro filho, Leonardo, nascido no dia 6 de junho de 1987, conhecido artisticamente como Léo Von.

## Carreira
Iniciou sua carreira de cantor na época da Jovem Guarda (embora nunca tenha participado do Programa Jovem Guarda apresentado por Roberto Carlos, Erasmo e Wanderléa), tendo tido grande sucesso com as canções "A Praça" (de Carlos Imperial) e "Meu bem" (uma versão em português, do próprio Ronnie Von, para a canção Girl dos Beatles).

Em 1966, apresentou, na TV Record, o programa O Pequeno Mundo de Ronnie Von, no qual interpretava um personagem baseado no livro O Pequeno Príncipe. A partir daí ficou conhecido como "Príncipe", apelido criado pela apresentadora Hebe Camargo. A alcunha também funcionou como um contraponto ao apelido de "Rei", dado a Roberto Carlos, sendo que, na época, havia um certo clima de rivalidade entre os dois cantores e os respectivos programas de televisão. O programa O Pequeno Mundo de Ronnie Von ganhou algum destaque na mídia, atraindo artistas diferentes daqueles que o programa Jovem Guarda costumava receber, dentre eles a cantora paulista Miriam Batucada e os futuros tropicalistas: Caetano Veloso, Gilberto Gil, Gal Costa e o grupo Os Mutantes, que viria a se tornar atração permanente. Na véspera da estréia do programa, o trio tinha o nome de "Os Bruxos", mas nem Rita Lee nem os irmãos Dias Baptista (Arnaldo e Sérgio) estavam satisfeitos com o nome do grupo e queriam mudá-lo. De acordo com Carlos Calado, a ideia do nome "Os Mutantes" veio de uma brincadeira irônica de Alberto Helena Júnior, produtor do programa, com Ronnie Von, que, na época, andava lendo  O Império dos Mutantes, de Stefan Wul, e não falava de outro assunto. "Vocês ainda estão procurando um nome para o conjunto dos meninos? Por que não Os Mutantes?" Ronnie Von gostou da ideia de Alberto Helena e levou-a ao grupo, que a aprovou imediatamente.

Vinicius de Moraes e Ronnie Von (1967). Arquivo Nacional.

No fim dos anos 60, Ronnie participou também do III Festival de Música Popular Brasileira em 1967, defendendo a música "Uma Dúzia de Rosas", de Carlos Imperial. Na mesma época, gravou discos de música psicodélica, muito influenciados pelos Beatles. Incluem-se nessa fase os discos Ronnie Von (1968), A Misteriosa Luta do Reino de Parassempre Contra o Império de Nuncamais (1969) e A Máquina Voadora (1970). Para seu desapontamento, os discos fizeram pouco sucesso à época, mas o cantor afirma que, segundo uma "publicação austríaca", um desses seus discos seria o melhor disco de rock psicodélico do mundo e seria disputado, a peso de ouro, pelos colecionadores. '"Um amigo meu chegou a comprar em Tóquio esse vinil por US$ 4.800, isso é um absurdo", disse. 

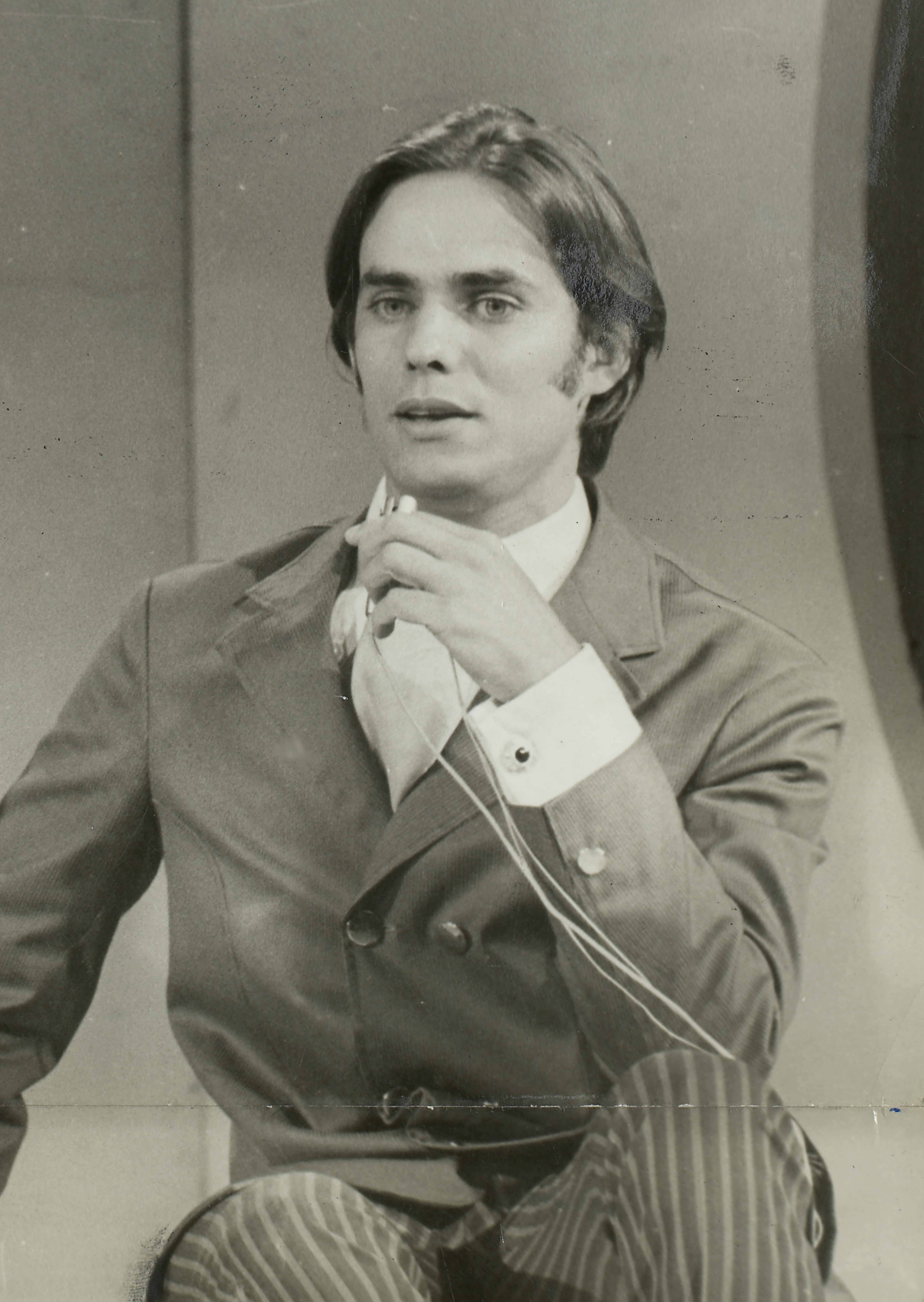
Ronnie Von em data desconhecida

Ao longo de sua carreira, Ronnie Von vendeu mais de 10 milhões de discos.
Nos anos 1970, apresentou um programa de auditório na TV Tupi. Participou também de uma novela, Cinderela 77. No cinema, atuou nos filmes Janaína - A Virgem Proibida (1972), O Descarte (1973) e A Filha dos Trapalhões (1984), entre outras produções.
Em 1995, publicou o livro Mãe de gravata, em que relata sua experiência de ficar com a guarda dos filhos após a separação. O livro originou o programa homônimo, que Ronnie Von apresentou na CNT e TV Gazeta, de 1999 a 2000.
A partir de 2004, apresentou o programa Todo Seu exibido diariamente na TV Gazeta. Seu programa registrava audiência média de 2 a 3 pontos. Em 19 de julho de 2019, Ronnie Von deixou a TV Gazeta, devido ao fim do Todo Seu.
Em março de 2007, foi lançado na internet um tributo independente dedicado à fase psicodélica do cantor, Tudo de Novo - Tributo a Ronnie Von. A homenagem virtual, coordenada pela jornalista Flávia Durante, a partir de uma comunidade no extinto Orkut, contou com 30 bandas de todo o Brasil.
Em julho de 2014, a Editora Planeta lançou a sua biografia, Ronnie Von: O príncipe que podia ser rei, escrita por Antonio Guerreiro e Luiz Cesar Pimentel. O cantor envolveu-se diretamente com a produção dessa biografia, participando, inclusive, da sessão de lançamento do livro.
A partir de setembro de 2020, passou a se dedicar ao próprio canal, no YouTube.
Em fevereiro de 2022, foi contratado pelo Grupo Bandeirantes para apresentar a série Além do Vinho, a ser exibida pelo canal pago Sabor & Arte.
No dia 19 de agosto de 2022, foi contratado pela RedeTV!, onde estreou em 3 de outubro, com o Manhã do Ronnie. Em 2024, após muitos pedidos, retorna ao horário noturno com o programa Companhia Certa, também na RedeTV!.

## Filmografia

### Televisão
| Ano           | Título                               | Cargo / Personagem                   | Nota                              | Emissora     |
| ------------- | ------------------------------------ | ------------------------------------ | --------------------------------- | ------------ |
| 1965          | Brazilian Beatles Club               | Participante                         |                                   | TV Excelsior |
| 1966          | Corte Rayol Show                     | Participante                         | Quadro: "Calouros"                | TV Excelsior |
| 1966–68       | O Pequeno Mundo de Ronnie Von        | Apresentador                         |                                   | Rede Record  |
| 1967          | Ronnie & Ronaldo                     | Apresentador                         | Especial de fim de ano            | Rede Record  |
| 1968–69       | Ronnie Von e os Alegres Companheiros | Apresentador                         |                                   | Rede Record  |
| 1968          | Ronnie Von e o Robot                 | Apresentador                         | Especial de fim de ano            | Rede Record  |
| 1968          | Ronnie Von Especial                  | Apresentador                         | Especial de fim de ano            | Rede Record  |
| 1969          | A Menina do Veleiro Azul             | Vinícius                             |                                   | TV Excelsior |
| 1969–70       | Assim Caminha a Juventude            | Apresentador                         |                                   | TV Excelsior |
| 1977          | Cinderela 77                         | Príncipe Cid Baluarte III (Cid Balu) |                                   | Rede Tupi    |
| 1977–81       | Ronnie Von Especial                  | Apresentador                         |                                   | Rede Tupi    |
| 1981          | O Amor É Nosso                       | Ele mesmo                            | Episódio: "23 de outubro de 1981" | TV Globo     |
| 1983          | Caso Especial                        | Fernando Ridos                       | Episódio: "O Ídolo"               | TV Globo     |
| 1985          | A Gata Comeu                         | Giordano Valentin                    | Episódio: "15 de abril de 1985"   | TV Globo     |
| 1990          | Romeu e Julieta                      | Páris                                | Especial de fim de ano            | SBT          |
| 1991–92       | Sinal de Vida                        | Apresentador                         |                                   | Rede Record  |
| 1999–02       | Mãe de Gravata                       | Apresentador                         |                                   | TV Gazeta    |
| 2004–19       | Todo Seu                             | Apresentador                         |                                   | TV Gazeta    |
| 2022          | Além do Vinho                        | Apresentador                         |                                   | Sabor & Arte |
| 2022-24       | Manhã do Ronnie                      | Apresentador                         |                                   | Rede TV!     |
| 2024–presente | Companhia Certa                      | Apresentador                         |                                   | Rede TV!     |

### Cinema
| Ano  | Título                                            | Personagem    | Nota                |
| ---- | ------------------------------------------------- | ------------- | ------------------- |
| 1967 | Garota de Ipanema                                 | Ele mesmo     |                     |
| 1972 | Janaína - A Virgem Proibida                       | Ricky Ricardo |                     |
| 1973 | O Descarte                                        | Bruno         |                     |
| 1984 | A Filha dos Trapalhões                            | Walter        |                     |
| 1987 | Los Taxistas del Humor                            | Alejandro     |                     |
| 2013 | Ronnie Von: Quando Éramos Príncipes               | Ele mesmo     | Documentário        |
| 2018 | Exterminadores do Além Contra a Loira do Banheiro | Ele mesmo     | Durante os Créditos |

## Rádio
| Ano     | Título                         | Cargo        | Notas              |
| ------- | ------------------------------ | ------------ | ------------------ |
| 1967–68 | O Mundo Colorido de Ronnie Von | Apresentador | Rádio Panamericana |
| 1969–70 | Ronnie Von Show                | Apresentador | Rádio Nacional     |

## Discografia

Ronnie Von (1967). Arquivo Nacional.

### Álbuns de estúdio
- 1966 - Ronnie Von - Meu Bem (CBD - Polydor)
- 1967 - Ronnie Von" (CBD - Polydor)
- 1967 - Ronnie Von 3 (CBD - Polydor)
- 1969 - Ronnie Von (CBD - Polydor)
- 1969 - A Misteriosa Luta do Reino de Parassempre Contra o Império de Nuncamais (CBD - Polydor)
- 1970 - A Máquina Voadora (CBD - Polydor)
- 1972 - Ronnie Von (CBD - Polydor)
- 1973 - Ronnie Von (CBD - Polydor)
- 1977 - Ronnie Von (RCA Victor)
- 1977 - Deje mi Vida (Em Castellano) (RCA Victor)
- 1978 - "Ronnie Von" (RCA Victor)
- 1981 - "Sinal dos Tempos" (Som Livre)
- 1984 - "Ronnie Von" (Som Livre)
- 1987 - "Vida e Volta" (Discos RGE)
- 1989 - "Ronnie Von" (3M do Brasil)
- 1996 - "Estrada da vida" (Paradoxx Music)
- 2019 - "One Night Only" (Studio 8 Records) (em castelhano)

### Extended plays(EPs)

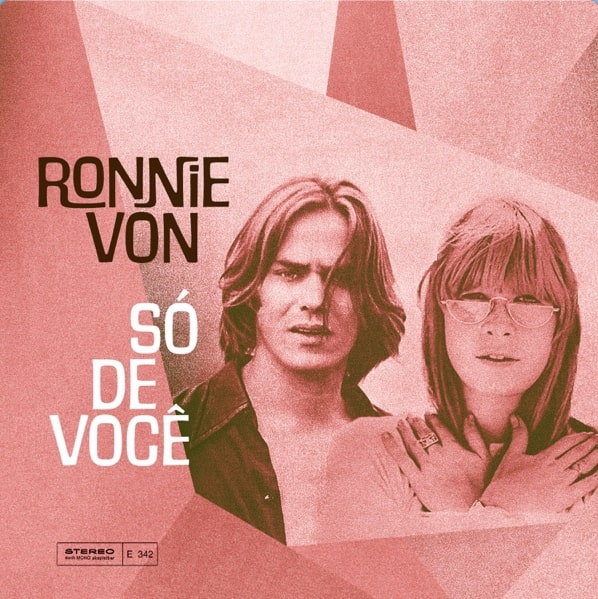
Capa do Single "Só De Vocē" gravado em homenagem à Rita Lee

- 1966 - Meu Bem
- 1967 - O Novo Ídolo
- 1968 - Pra Chatear
- 1969 - Ronnie Von
- 1977 - Ronnie Von
- 1977 - Ronnie Von

### Singles
- 1966 - You Got To Hide Your Love Away / Meu Bem
- 1967 - A Catedral / Menina Azul
- 1967 - A Praça / Canção de Ninar Meu Bem
- 1967 - Música Para Ver A Garota Passar / Jardim de Infância
- 1967 - Uma Dúzia de Rosas / Belinha
- 1968 - Ele Tem Você / O Susto
- 1968 - Moto Perpétuo / Riso Flor
- 1969 - Sílvia 20 Horas Domingo / Espelhos Quebrados
- 1969 - Regina e o Mar / Comecei uma Brincadeira
- 1969 - 120 Kilômetros por Hora / Lady Lady
- 1969 - Regina e o Mar / Flash Gordon - em espanhol
- 1970 - De Como Meu Herói Flash Gordon Irá Levar-me de Volta à Alpha de Centauro Meu Verdadeiro Lar / Onde Foi
- 1970 - Baby de Tal / Viva o Chope Escuro
- 1970 - A Máquina Voadora / Enseada
- 1970 - Seu Olhar no Meu / Cidade
- 1971 - Minha Gente Amiga / Segundo Motivo
- 1971 - Hei Amigo / É Preciso Aprender
- 1972 - Tempo de Acordar / Aquela Mesma Canção
- 1972 - Cavaleiro de Aruanda / Tereza Cristina
- 1973 - Colher de Chá / Coisas que Acontecem
- 1973 - Banda da Ilusão / Você se Foi - em espanhol
- 1974 - Banda da Ilusão / Velho Sermão
- 1974 - Certo e Errado / Deus Sul Americano
- 1975 - Aria / Nem Tudo Está Perdido Agora
- 1977 - Deje mi Vida / ??? - em espanhol
- 1977 - Num Canto da Sala / Velhos Amigos
- 1978 - Rosto Suado / Pra Ser Só Minha Mulher
- 1978 - É Mais Fácil Sorrir do que Chorar / Soledad
- 1983 - Cachoeira / Mi Amoroso Amor
- 2019 - Fly Me to the Moon
- 2022 - Só de Você
- 2023 - Wichita Lineman

### Participações
- 1966 - Os Novos Reis do Iê-Iê-Iê - coletânea
- 1967 - Os Novos Reis do Iê-Iê-Iê Vol. III - coletânea
- 1967 - 3° Festival da Música Popular Brasileira, Vol. 1 - coletânea
- 1967 - 3° Festival da Música Popular Brasileira, Vol. 2 - coletânea
- 1967 - Garôta de Ipanema - trilha sonora
- 1967 - Os Novos Reis do Iê-Iê-Iê Vol. IV - coletânea
- 1968 - Música Jovem - coletânea
- 1984 -  A Filha dos Trapalhoes - trilha sonora
- 1970 - A Próxima Atração - trilha sonora
- 1971 - Sucessos de Ouro - coletânea
- 1973 - Sucessos de Ouro - Vol. 3 - coletânea
- 1973 - Phono 73 - Vol. 1 - coletânea
- 1973 - 4 Sucessos de Ouro - Vol. 1 - coletânea
- 1974 - 4 Sucessos de Ouro - Vol. 3 - coletânea
- 1977 - Cinderela 77 - trilha sonora
- 1995 - 30 Anos de Jovem Guarda - boxset
- 1996 - Jovem Guarda ao Vivo - O Novo de Novo - coletânea
- 2000 - Deus Abençoe as Crianças - coletânea
- 2001 - Novo Millennium - Ronnie Von - coletânea
- 2012 - Natal em Família - dueto com Bibi Ferreira em Ave Maria de Franz Schubert
- 2015 - Concerto de Natal - dueto com Agnaldo Rayol em White Christmas de Irving Berlin

### DVDs
- 2019 - One Night Only[45][46][47][48][49][50]